# 誠品書店

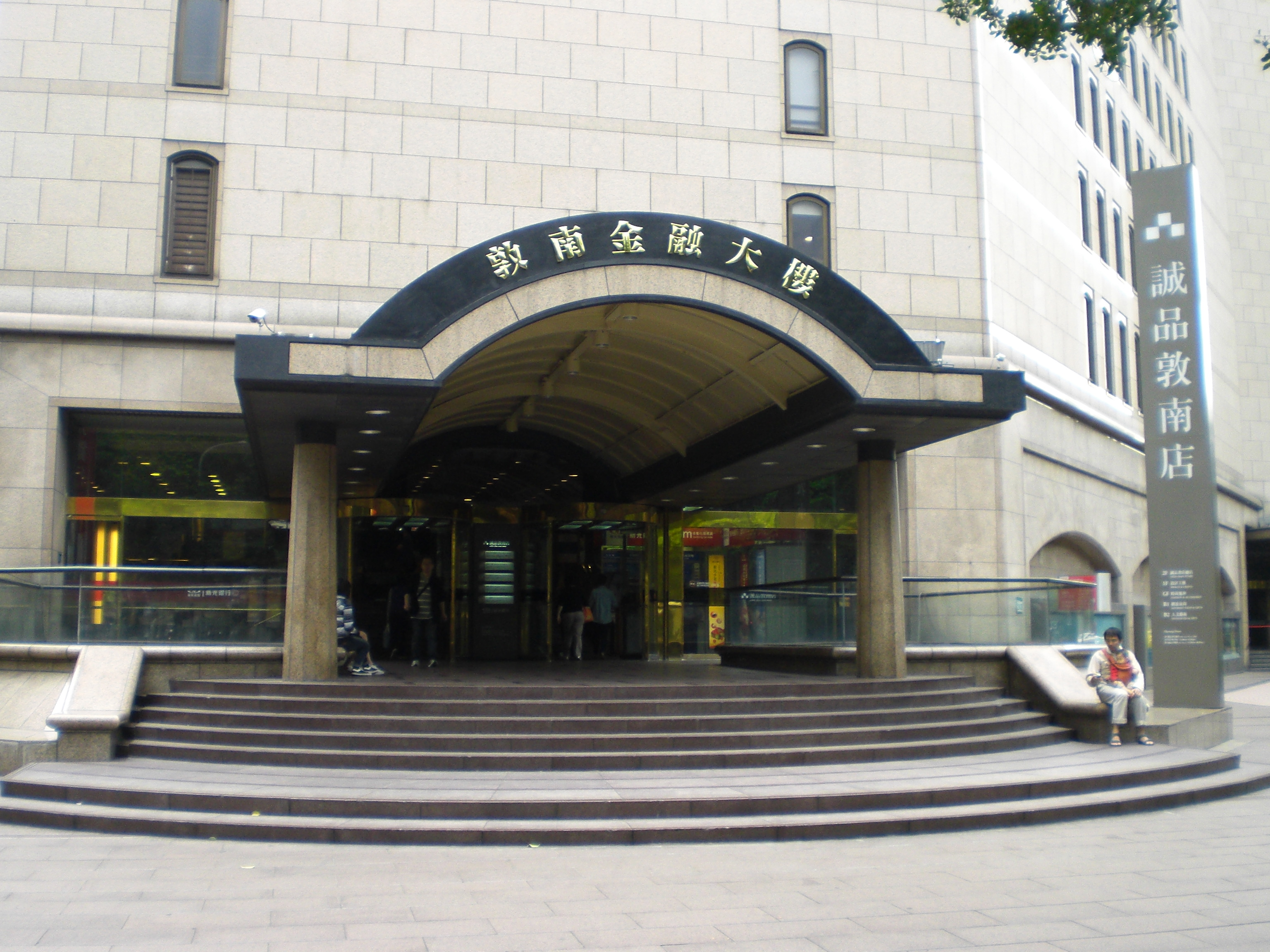
敦南店

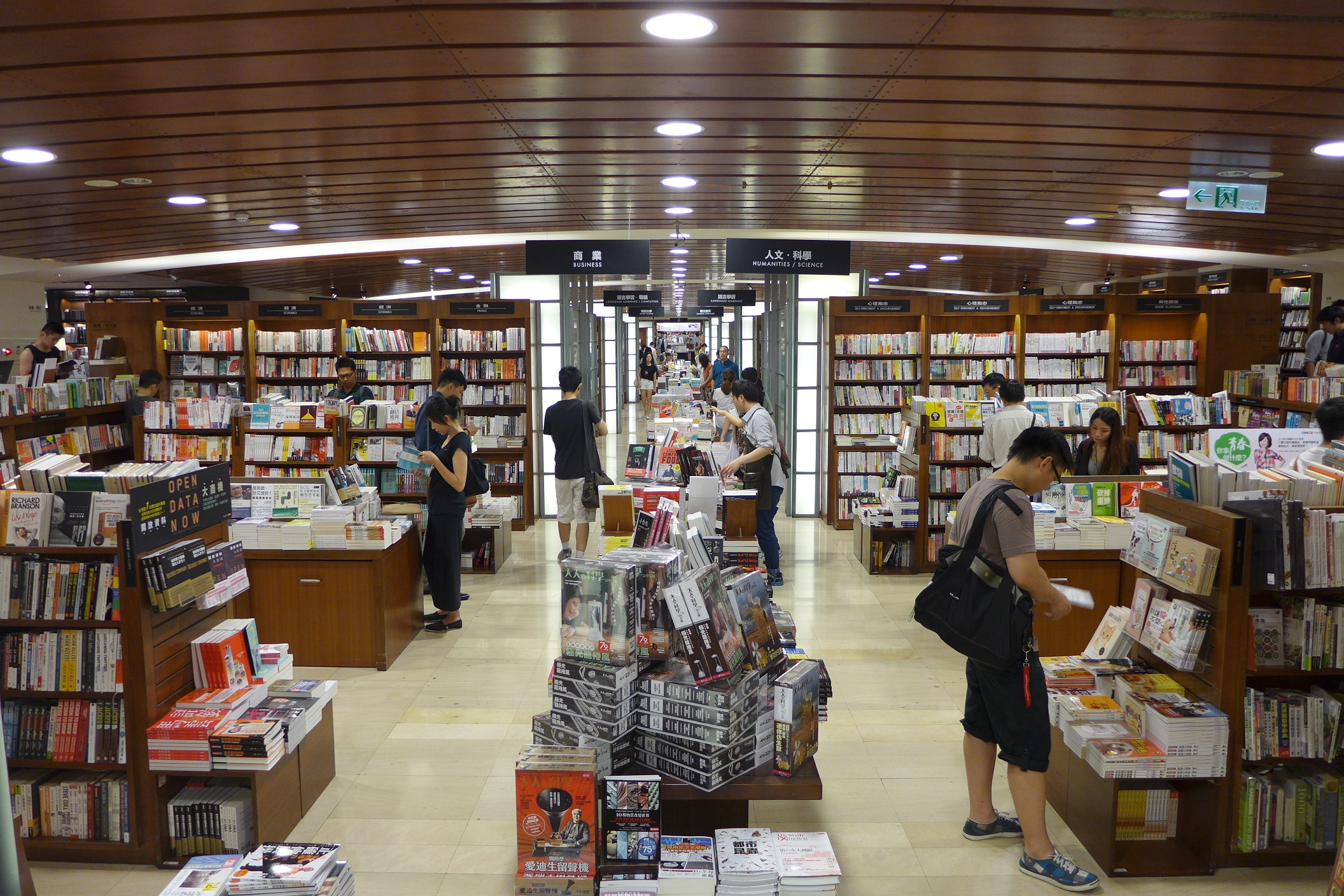
敦南店内装

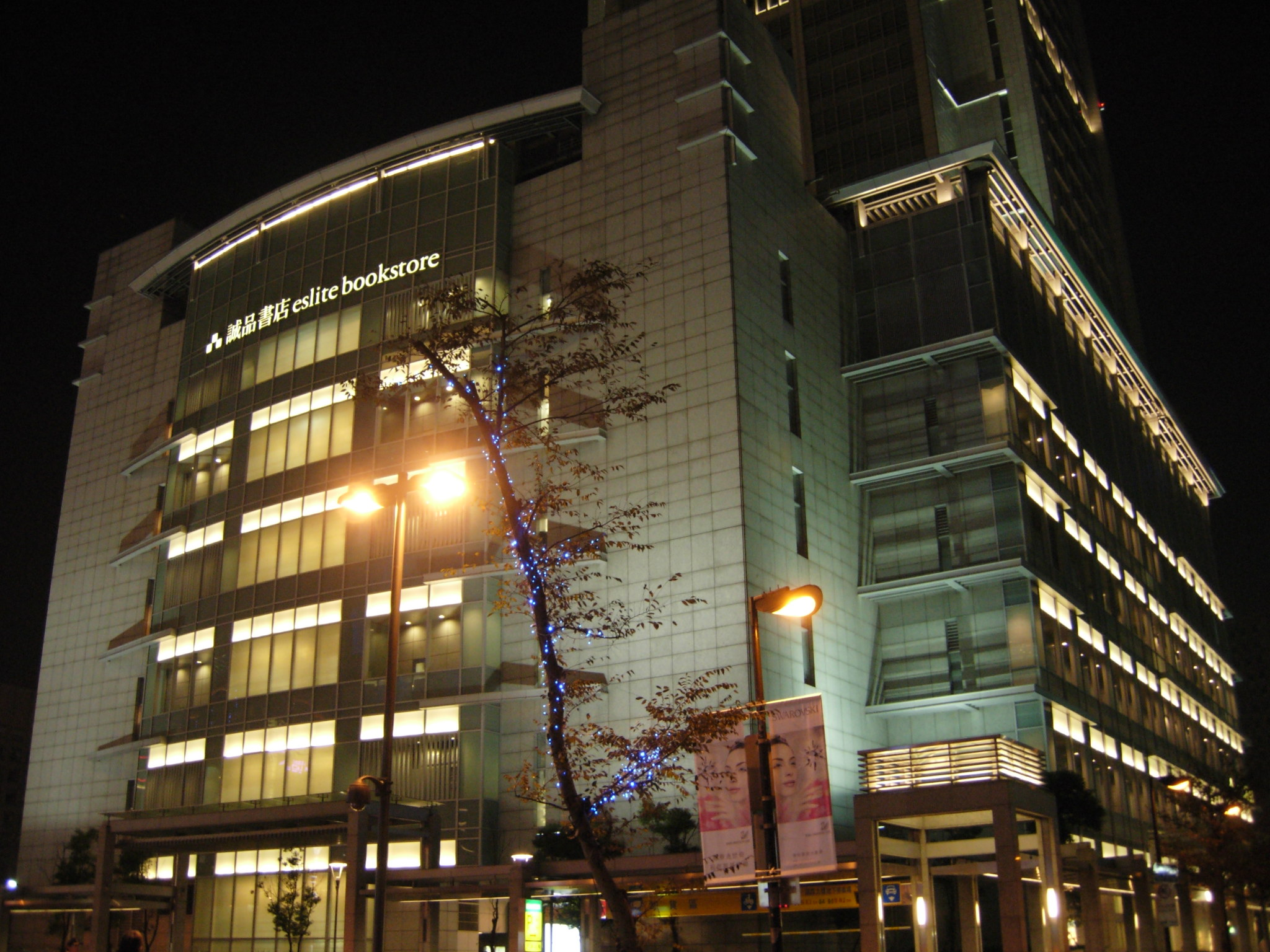
信義旗艦店

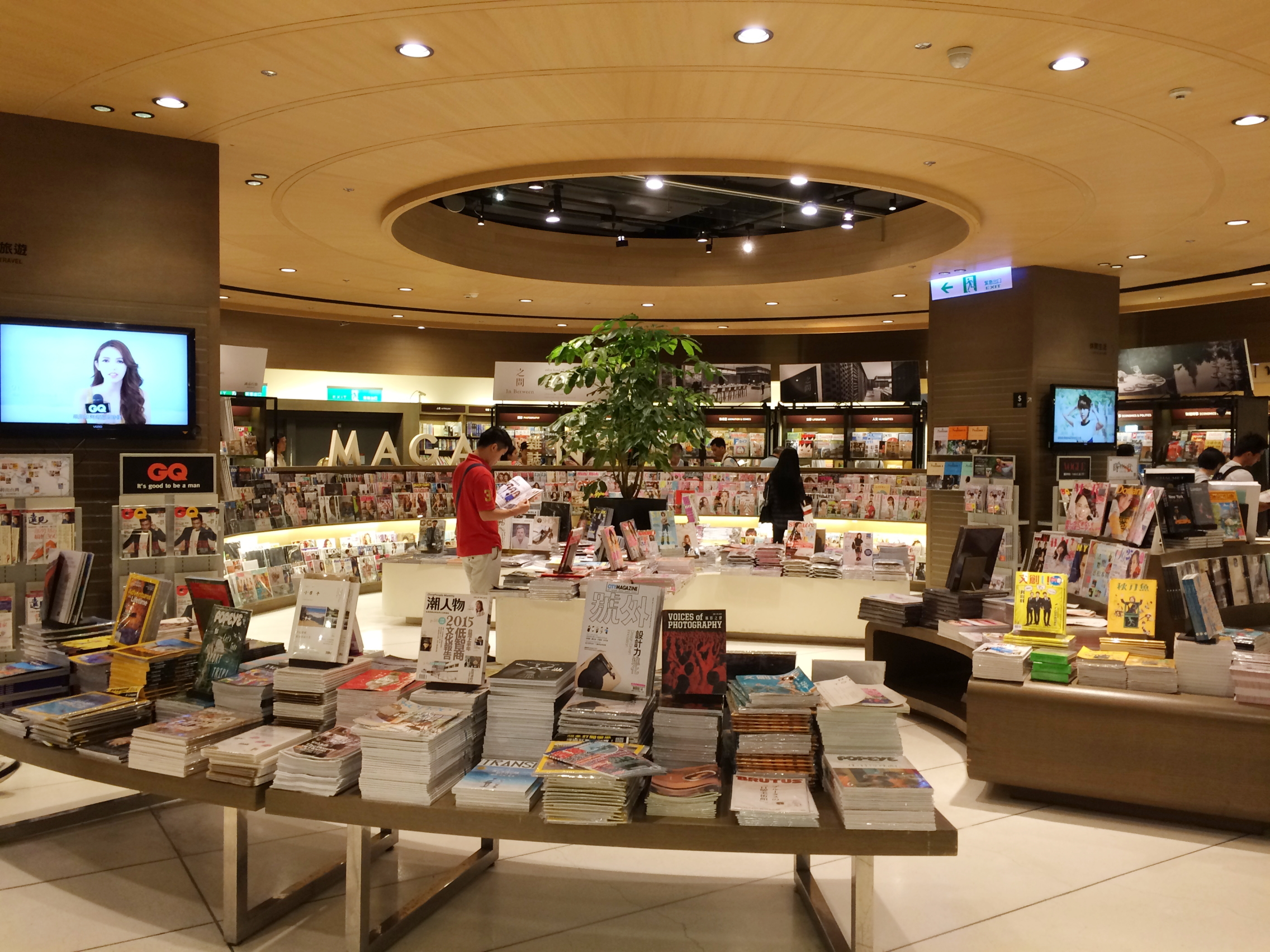
信義旗艦店内装

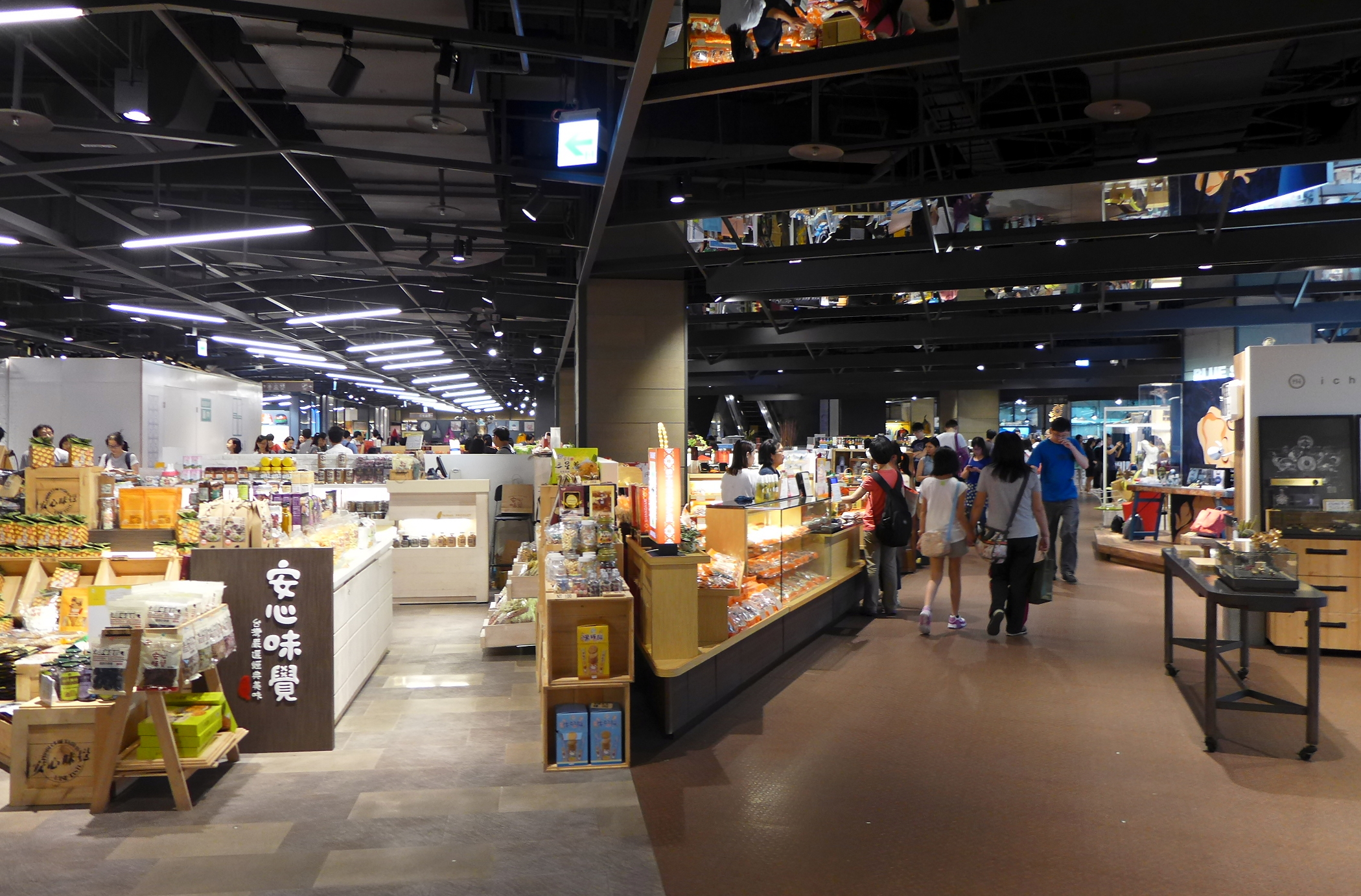
誠品生活松菸店内装

誠品書店（せいひんしょてん、チョンピンしょてん、英語：Eslite）は、台湾の大型書店チェーンである。呉清友が1989年に創業した。当初は芸術人文方面の書籍を主に取り扱っていたが、のちに総合書店に転換し，同時に書店を中心としたショッピングセンターの展開も始めている。2004年には雑誌『TIME』アジア版の「アジアで最も優れた書店」に選ばれたほか、2011年には中華民国経済部による「台湾百大品牌」文創服務類別企業にも選ばれた。

## 歴史
- 1974年 誠建股份有限公司設立。ヨーロッパやアメリカの厨房機器などを輸入する商社であった。
- 1989年 誠品股份有限公司設立。 最初の本店は台北市の仁愛敦南円環前にあった。
- 1995年 現在の本店である敦南店に移転。
- 1996年 誠品零售事業部設立。
- 1999年 誠品桃園遠百店開業。誠品敦南店24時間営業開始。
- 2000年 誠品全球網路股份有限公司設立。
- 2001年 誠品開發物流股份有限公司設立。誠品高雄大遠百店開業。
- 2002年 誠品零售事業部と流通事業部が合併し、生活事業部が発足。また、誠品書店の事業理念として「人文、藝術、創意、生活」を制定。
- 2005年9月 誠新股份有限公司設立。
- 2006年1月 誠品信義旗艦店開業。
- 2007年9月 誠品台東故事館開業。
- 2008年8月 オンライン書店を全面刷新。
- 2008年9月1日 敦南店が改装のために一時閉店、同年10月11日再営業開始。
- 2009年10月 誠新股份有限公司を誠品生活股份有限公司に改称。
- 2010年9月 台北新世界購物中心の経営権を取得
- 2011年5月 台北駅K区地下街の経営権を取得。「誠品站前店」として再開業。
- 2012年8月 香港一号店の「誠品香港銅鑼湾店」開業
- 2012年11月 誠品生活新板店開業。
- 2013年8月 新しい形態の店舗として誠品生活松菸店を松山文創園区の台北文創大楼内に開業。
- 2015年3月6日 ホテル事業として誠品行旅を台北文創大楼内に開業。
- 2015年8月4日 アメリカのCNNによって、敦南店が24時間営業や様々な言語の書籍を取り扱っていることが評価される、最も優れた17の書店として選ばれた。[1]
- 2015年11月29日 中国最初の旗艦店として誠品生活蘇州が開業。
- 2017年7月15日 台北捷運淡水信義線中山駅と双連駅の間にある中山地下書店街の運営権を取得し、誠品R79として改装し仮営業開始。同年8月7日正式営業開始[2]。
- 2019年9月27日 東京都中央区日本橋の「コレド室町テラス」に日本一号店となる「誠品生活日本橋」を開店[3]。運営は有隣堂がライセンシーとして担うことが決定。雑貨店として文具などを取り扱う他、飲食ゾーンも設置、またワークショップゾーンも設置される。
- 2020年5月31日 敦南店、士林店閉店[4]。
- 2023年12月 賃貸契約の終了により、信義店が閉店（予定）。

## 店舗
敦南や蘇州、東京日本橋店内は台湾の建築家姚仁喜による監修。

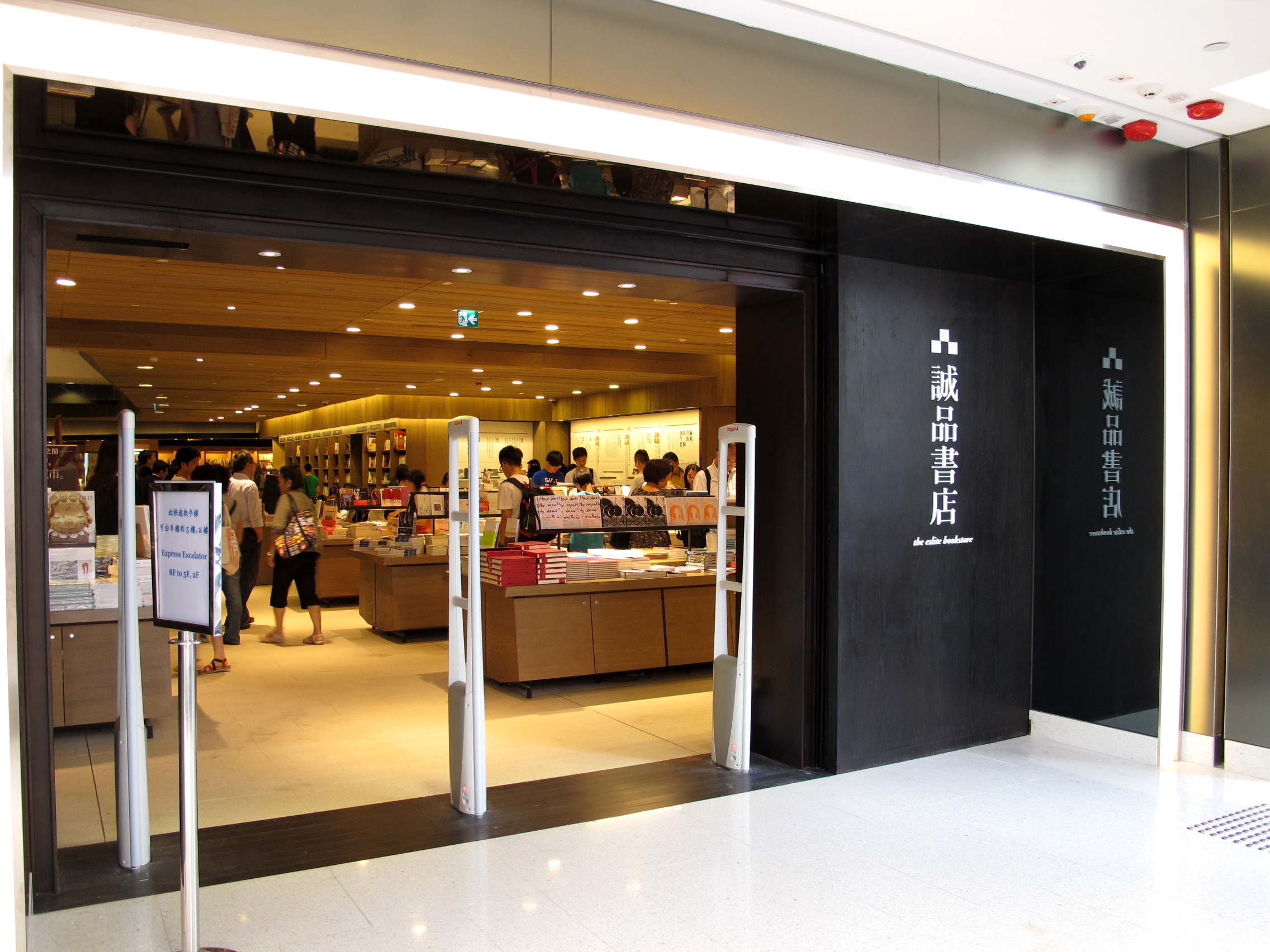
香港銅鑼湾店

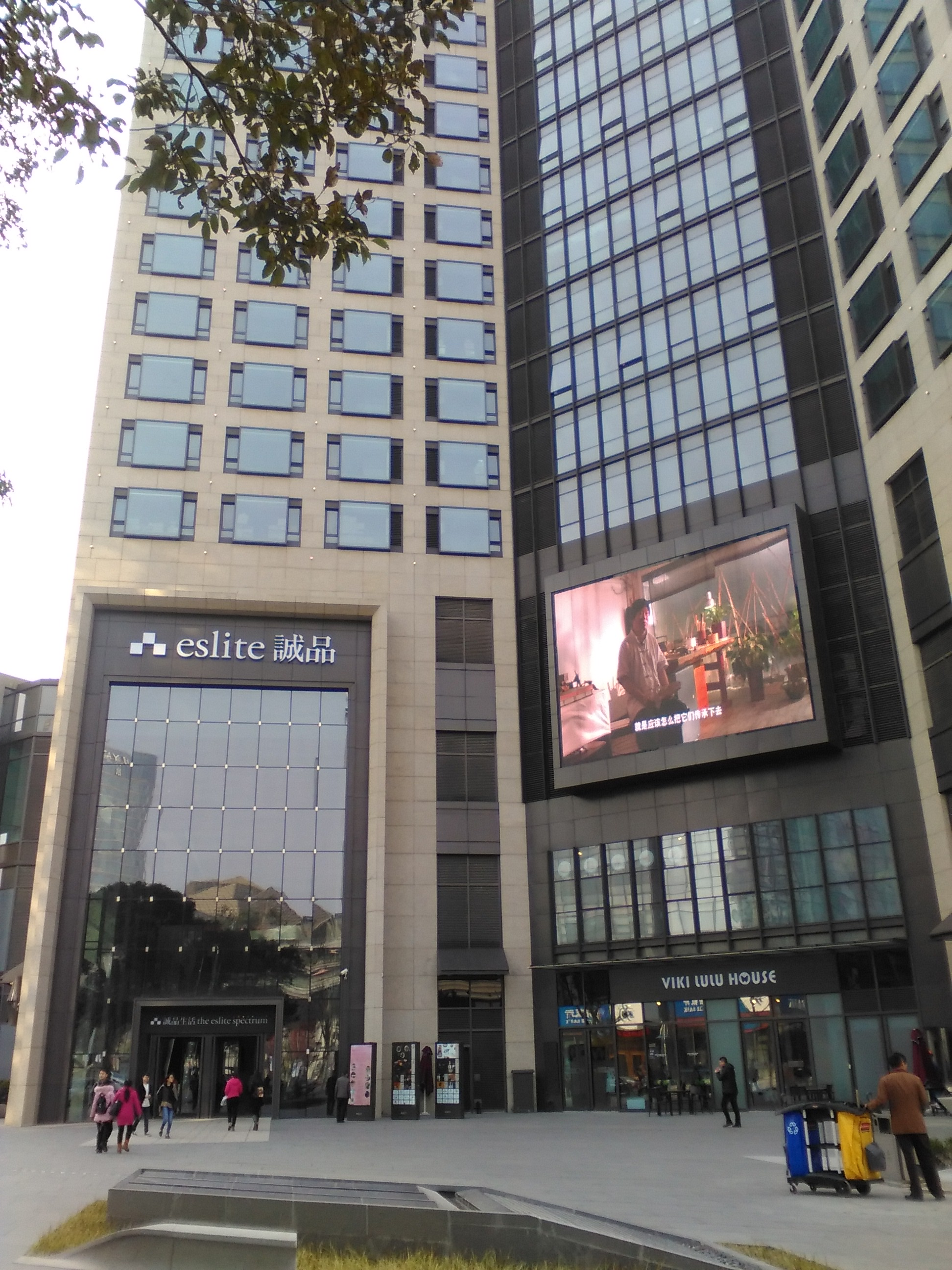
誠品書店蘇州店

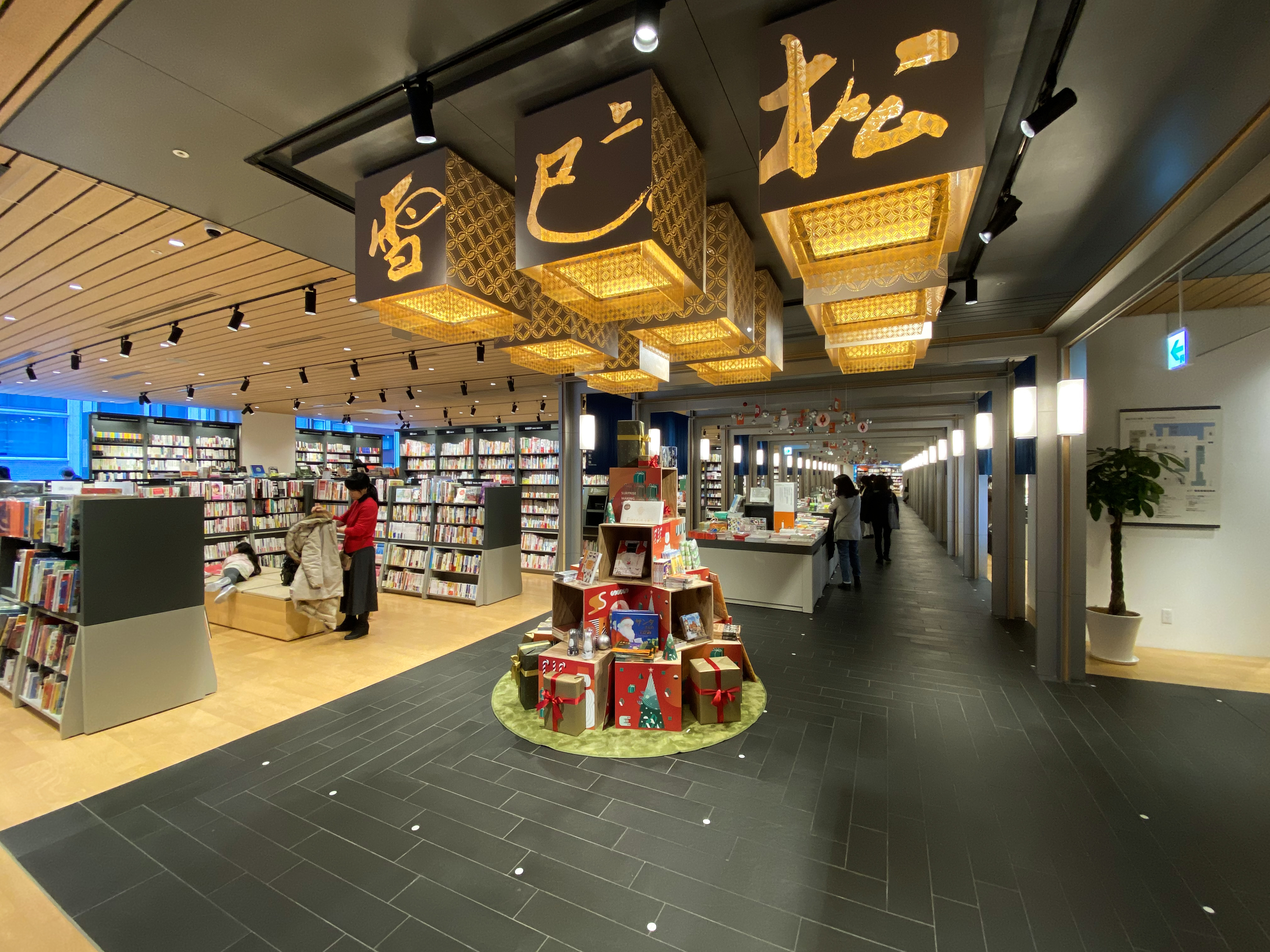
誠品書店日本橋店

- 誠品書店店舗一覧

### 台湾
台湾では41店舗を展開している。そのうち、台北市にある敦南店（本店）は24時間営業していたが、2020年5月に再開発のため閉店した。その後信義店3階が24時間営業を引き継いたが、2023年12月の閉店後は松菸店が24時間営業をする予定。
- 台北市：信義店、松菸店、忠孝SOGO店、南西店、公館店、武昌店、西門店、東湖店、実践店、美麗華店、誠品R79
- 新北市：林口店、板橋店、新板店、亞東病院店、双和比漾店
- 桃園市：桃園台茂店、桃園遠百店、中壢SOGO店、中壢大江店
- 新竹市：新竹巨城店
- 新竹県：竹北遠百店（竹北市）
- 台中市：勤美‧綠園道店、台中中友店、台中大遠百店、台中金典店、台中三井店
- 雲林県：虎尾店（虎尾鎮）
- 台南市：南紡店
- 高雄市：高雄遠百店、大統店、高雄医学院店、高雄駁二店、高雄SOGO店
- 屏東県：屏東太百店
- 宜蘭県：宜蘭店
- 台東市：台東店
- 花蓮県：花蓮遠百店

### 香港
香港では尖沙咀、銅鑼湾、太古城に合計3店舗を展開している。

### 中国
2015年、中国初の誠品蘇州店が開店した。2号店の深圳は2018年12月に、上海にも出店計画があるが現地当局とのトラブルで実現していない。

### 日本
東京都中央区日本橋COREDO室町テラス

### 閉店した店舗
- 誠品書店京華店
- 誠品116
- 誠品書店天母忠誠店 - 2015年12月19日閉店[10]。
- 誠品書店嘉義店（嘉義新光三越十階）
- 誠品書店夢時代店、大立店 - 2017年8月31日閉店[11]。
- 誠品書店敦南店、士林店 - 2020年5月31日閉店